# Nostima striata
Nostima striata är en tvåvingeart som först beskrevs av Lamb 1912.  Nostima striata ingår i släktet Nostima och familjen vattenflugor. Inga underarter finns listade i Catalogue of Life.